# Rafah (Ägypten)
Koordinaten: 31° 17′ N, 34° 14′ O
Rafah (arabisch رفح, DMG Rafaḥ) ist eine Stadt im Gouvernement Schimal Sina im asiatischen Teil Ägyptens. Die Stadt liegt unmittelbar an der Grenze zum Gazastreifen und ist der kleinere Teil einer 1982 geteilten Grenzstadt, die durch die Philadelphi-Passage, eine Demarkationslinie, getrennt ist, wobei der größte Teil der Stadt auf palästinensischer Seite liegt. In Rafah befindet sich der einzige Grenzübergang zwischen Ägypten und dem Gazastreifen. Im ägyptischen Rafah leben rund 75.000 Menschen. Nach Plänen der ägyptischen Regierung soll die Stadt vollkommen abgerissen werden, um den Grenzschmuggel nach Gaza zu unterbinden.

## Geschichte
Raphia, wie die Stadt in der Sprache des antiken Ägypten hieß, wird erstmals in einer Inschrift von Pharao Sethos I. erwähnt, die auf das Jahr 1303 v. Chr. datiert wird. Die Stadt war mehrfach Schauplatz militärischer Auseinandersetzungen Ägyptens. Auf dem Feldzug von Pharao Scheschonq I. im Jahr 925 v. Chr. war Rafah die erste Stadt, die erobert wurde. Im Jahr 720 v. Chr. siegte hier der assyrische König Šarrum-ken II. über Ägypten. Außerdem war Rafah Schauplatz der Schlacht von Raphia zwischen Ptolemaios IV. und Antiochos III. 217 v. Chr., die in einem Sieg der Ptolemäer endete.
Unter Alexander Jannäus wurde Rafah im letzten vorchristlichen Jahrhundert Teil des jüdischen Hasmonäerreichs, ehe das Gebiet Teil des Römischen Reiches wurde. Während der byzantinischen Ära war in Rafah der Sitz einer Diözese. Bis in die frühe arabische Periode war Rafah eine wichtige Handelsstadt, in der jüdische und samaritanische Gemeinden lebten.
Ab dem 13. Jahrhundert kam es zu einem dauerhaften Niedergang Rafahs; die Stadt wurde weitgehend aufgegeben und verfiel. Osmanische Aufzeichnungen aus dem 16. Jahrhundert verzeichnen nur noch 16 Steuerzahler in Rafah, die alle muslimischen Glaubens waren.
Von 1832 bis 1840 war Rafah unter Muhammad Ali Pascha durch Ägypten besetzt.
1917 wurde das zum Osmanischen Reich zugehörige Rafah von den Briten erobert und war die Ausgangsbasis für den Angriff auf Gaza. Die Anwesenheit des britischen Militärs sorgte in den folgenden Jahren für einen wirtschaftlichen Aufschwung. 1922 war die Einwohnerzahl der Stadt wieder auf 600 angewachsen, bis zum Ende des britischen Mandats stieg sie auf 2500. In den 1940er Jahren wurde in Rafah ein Internierungslager betrieben. Dieses Lager erhielt im Rahmen der Operation Agatha besondere Bedeutung und wurde deshalb als Deckname des Hagana-Schiffs Athena gewählt.
In der Zeit nach der Gründung des Staates Israel 1948 bis zum Sechstagekrieg 1967 wurde der Gazastreifen und damit die Stadt Rafah als Ganzes von Ägypten verwaltet, jedoch nicht annektiert. Die Bewohner des Gazastreifens erhielten keine staatsbürgerlichen Rechte von Ägypten und blieben somit staatenlos.
Während der Suezkrise 1956 wurde die gesamte Stadt Rafah von israelischen Truppen über mehrere Monate hinweg besetzt und war infolge des Sechstagekrieges ab 1967 unter israelischer Besatzung.
Die Trennung Rafahs in einen ägyptischen und einen palästinensischen Teil sowie die Einrichtung eines Grenzübergangs wurden 1982 mit der Rückgabe der letzten besetzten Gebiete durch Israel an Ägypten als Folge des israelisch-ägyptischen Friedensvertrags vollzogen. Die gesamte Stadt hatte zu diesem Zeitpunkt 10.600 Einwohner.

## Klima
Rafah befindet sich in einer mediterranen Klimazone und ist auf ägyptischer Seite landwirtschaftlich wesentlich umfangreicher erschlossen als auf der sehr dicht besiedelten palästinensischen. Auf den Feldern um Rafah wachsen mediterrane Früchte wie Pfirsiche, Oliven, Datteln, Weintrauben, Zitrusfrüchte, aber auch Äpfel, Erdbeeren und Paprika.
Das Klima entspricht dem von anderen Städten am Levantischen Meer, es gibt jedoch mehr Niederschlag. Neben Alexandria, Abu Qir, Rosetta, Baltim, Kafr el-Dawwar und Mersa Matruh gehört Rafah zu den niederschlagsreichsten Regionen in Ägypten. Die Sommer sind heiß und trocken, die Winter mild und regnerisch. Die Temperaturen betragen im Sommer tagsüber etwa 30 Grad Celsius und überschreiten aufgrund der Lage am Meer selten 35 Grad Celsius. An Wintertagen ist es tagsüber meist mild bis kühl, wobei es nachts auch mal kalt wird und die Temperaturen häufig auf unter 6 Grad Celsius fallen. Der Niederschlag besteht meist aus Regen mit gelegentlichem Hagel und Schneeregen. Schneefall kommt selten vor.

## Errichtung einer Sperrzone

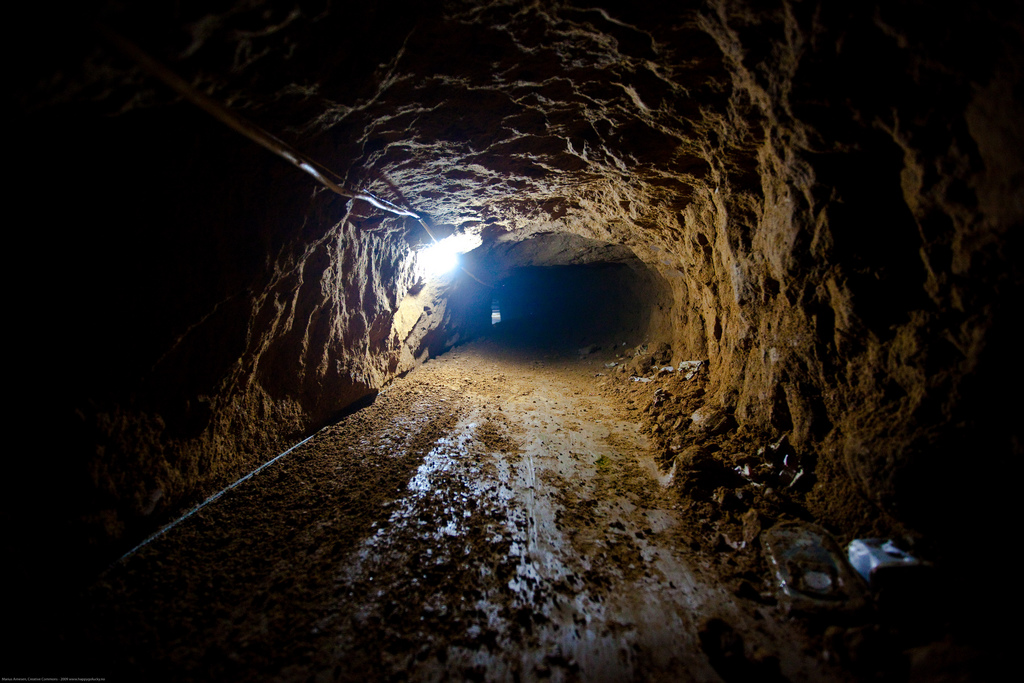
Schmugglertunnel in Rafah im Jahr 2009.

Die Schattenwirtschaft stellte für arabische Beduinen über eine lange Zeit hinweg eine wichtige Einkommensquelle dar. So nutzten viele ein Tunnelsystem, um Nahrungsmittel, Waffen und andere Güter nach Gaza zu schmuggeln. Die meisten dieser Tunnel wurden in den Jahren 2013 und 2014 vom ägyptischen Militär zerstört.
Wenige Tage nachdem im Oktober 2014 durch Terroranschläge von Wilayat Sinai 33 ägyptische Soldaten im Nordsinai getötet worden waren, kündigte Ägypten an, im Grenzgebiet zum Gazastreifen eine Pufferzone zu errichten, innerhalb der man glaubte, dass sich die meisten Tunnel befinden. Der Abriss innerhalb dieser Bereiche sollte aus Sicherheitsgründen erfolgen sowie zur Bekämpfung des für das Land wirtschaftlich schädlichen Schmuggels mit subventioniertem Benzin. In einer ersten Phase wurde bereits ein 500 Meter breiter Sicherheitsstreifen entlang der 13,5 Kilometer langen Grenze eingerichtet, um alle Schmugglertunnel dort zu zerstören. Betroffen waren 1165 Familien, deren 820 Häuser mit ein bis zwei Tagen Vorwarnzeit weitgehend entschädigungslos abgerissen wurden. In einer zweiten Phase wurde diese Pufferzone auf 1000 Meter mit 1220 Häusern und über 2000 Familien verbreitert. Am 29. Dezember 2014 wurde die Ausweitung der Pufferzone auf 5000 Meter bekannt gegeben. Am Ende des Vier-Stufen-Plans sollte die gesamte ägyptische Stadt Rafah abgerissen sein, in der 2014 noch rund 75.000 Menschen lebten. Zwischen Juli 2013 und August 2015 hatten die ägyptischen Behörden schließlich mindestens 3.255 Wohn-, Gewerbe-, Verwaltungs- und Gemeinschaftsgebäude entlang der Grenze abgerissen und Tausende von Menschen zwangsweise vertrieben.